# Central Park (TV-serie)
Central Park är en amerikansk animerad musikalserie skapad av Loren Bouchard, Nora Smith och Josh Gad.
Första säsongen består av 13 avsnitt. Seriens svenska premiär är planerad till den 29 maj 2020 på Apple TV+.

## Handling
Serien handlar om en vaktmästarfamilj som bor och arbetar i Central Park i New York. Genom att rädda parken räddar de i praktiken också världen.

## Rollista (i urval)
- Kristen Bell - Molly Tillerman
- Tituss Burgess - Cole Tillerman
- Daveed Diggs - Helen
- Josh Gad - Birdie
- Kathryn Hahn - Paige Tillerman
- Leslie Odom Jr. - Owen Tillerman
- Stanley Tucci - Bitsy Brandenham